# Jeroen van Staveren
Jeroen van Staveren (Eijsden, 16 februari 1981) is een voormalig Nederlands voetballer die tijdens zijn loopbaan voor achtereenvolgens MVV en Top Oss uitkwam.
De snelle links/rechtsbuiten Van Staveren speelde in zijn jeugd voor amateurvereniging vv Eijsden en werd in 1996 aangetrokken door MVV. Ondanks interesse van verscheidene clubs uit de Ere-Divisie (Utrecht, PSV en Heracles Almelo) tekende van Staveren bij MVV en in het seizoen 1998/1999 maakte hij, onder leiding van Wim Koevermans, zijn debuut in de Eredivisie. In verband met vele blessures (meerdere beenbreuken) kwam hij echter niet veel aan spelen toe.
Halverwege het seizoen 2004/05 maakte van Staveren de overstap naar Top Oss. In verband met een geschil met de technische staf zag van Staveren geen heil meer bij MVV en dus vertrok hij naar de Brabantse club. In Mei 2005 besloot Jeroen als gevolg van aanhoudend blessureleed zijn sportieve loopbaan vroegtijdig te beeindigen.
Na zijn prof carrière speelde Van Staveren onder andere bij het Belgische Patro Eisden en Veldwezelt. Ook speelde hij een seizoen onder leiding van zijn vader (oud prof van o.a. Sparta en FC Twente, Arie van Staveren) bij Leonidas. Hij eindigde zijn voetbal loopbaan bij EHC Hoensbroek.
Jeroen stond bekend om zijn grilligheid en onvoorspelbaarheid. Velen zagen een gouden toekomst voor het voormalig talent, maar oneindig blessureleed zorgde ervoor dat zijn grote doorbraak op internationaal niveau uitbleef.